# Грасси, Йозеф Матиас
 Йозеф Матиас Грасси, также Джузеппе Грасси (нем. Josef Mathias Grassi, Giuseppe Grassi); 22 апреля 1757, Вена — 7 января 1838, Дрезден) — австрийский живописец-портретист, представитель академического классицизма.

## Биография
Йозеф Грасси был сыном итальянского ювелира Оттилио Грасси (1723—1791). Его старший брат — скульптор-модельер по фарфору Антон Грасси.
Недоразумения и путаница относительно правильного написания второго имени Йозефа Грасси, которое часто неправильно указывается как «Мария», сравнительно недавно, в 2012 году, было исправлено в связи с публикацией в Зальцбурге истории портрета Моцарта работы живописца.
До 1791 года Йозеф Грасси обучался в Венской Академии изобразительного искусства. Из-за конфликта в ходе учебы с руководством академии он переехал в Варшаву, где, работая в 1791—1794 годах, завоевал популярность, как живописец портретного жанра. Во время польского восстания он смог покинуть место боевых действий благодаря посредничеству революционного лидера Тадеуша Костюшко. В 1799 году Грасси получил звание профессора Академии изобразительных искусств в Дрездене. Йозеф Грасси был членом римской Академии Святого Луки. С 1816 по 1821 год он оставался в Риме в качестве куратора по обучению королевских пенсионеров из королевства Саксонии.
Грасси стал кавалером Большого креста Саксонского ордена Заслуг и был назначен советником тайной миссии герцогом Августом Саксен-Готским. Он также был членом различных академий.
За время пребывания художника в Варшаве, им создано большое количество портретов российской и польской аристократии, в частности Я. Е. Сиверса, Александры Браницкой, Марии Нарышкиной, Прасковьи Гагариной, Т. Костюшко, Юзефа Понятовского, композитора М. Огинского и многих других. Его чувственные портреты женщин особенно ценились за изящество. Однако популярный в своё время именно как портретист, сегодня он почти забыт.
Йозеф Грасси дружен с польским художником-миниатюристом Юзефом Косинским и портретистом Казимежем Войняковским.
В 1795 Грасси вернулся в Вену и до 1799 жил в родном городе. Он обучил многих известных впоследствии художников, среди которых был Антоний Бланк.
Скончался в Дрездене в 1838 году.
В Санкт-Петербургском Эрмитаже имеется три портрета работы Йозефа Грасси .

## Портретная галерея Йозефа Грасси
- Портрет королевы Луизы Прусской. Холст, масло
- Князь Юзеф Понятовский. 1792. Холст, масло. Королевский дворец в Варшаве
- Портрет Валериана Зубова. 1793. Холст, масло. Самарский областной художественный музей
- Портрет князя Юзефа Понятовского. Между 1787 и 1788 гг. Бумага, акварель. Национальный музей (Кельце)
- Портрет князя Юзефа Понятовского. 1790. Холст, масло. Национальный музей (Краков)
- Портрет княгини Александры Браницкой. 1793
- Портрет Клементины Козетульской. 1804. Холст, масло. Национальный музей (Вроцлав)
- Портрет княгини Авдотьи Ивановны Голицыной. 1800—1802. Холст, масло. Всероссийский музей А. С. Пушкина, Санкт-Петербург
- Портрет Каролины-Амалии, герцогини Саксен-Гота-Альтенбургской. 1807. Холст, масло
- Портрет Тадеуша Костюшко в фантастическом костюме. 1792. Холст, масло. Национальный музей (Познань)